# Chloralose-Vergiftung

Strukturformel von Chloralose

Die Chloralose-Vergiftung ist eine vor allem bei Haushunden und Hauskatzen auftretende Intoxikation durch die Aufnahme des als Gift gegen Schadnager eingesetzten Wirkstoffs α-Chloralose. Auch bei Füchsen und Greifvögeln sind Vergiftungen durch Aufnahme vergifteter Nagetiere beschrieben, obwohl die auf dem Markt erhältlichen Chloralose-Präparate nur noch in Innenräumen eingesetzt werden dürfen. In Schweden wurde der Gebrauch durch Laien 2019 verboten.

## Wirkungsmechanismus
Chloralose und sein Metabolit Trichlorethanol unterdrücken das Zentralnervensystem und hier vor allem die Formatio reticularis und steigern die Rückenmarksreflexe. Dadurch kommt es zu schwerer Untertemperatur und stark gesteigerten Reflexen. Die Aufnahme erfolgt entweder direkt mit den Giftködern oder indirekt über an diesem Gift verendete Nagetiere. Tödliche Vergiftungen können bei Katzen bereits ab 100 mg/kg Körpergewicht, bei Hunden ab 600 mg/kg auftreten. Damit können bereits 10 g Giftköder (etwa ein Teelöffel) oder eine verendete Maus einen tödlichen Verlauf bei einer Katze hervorrufen.

## Klinisches Bild und Diagnose
Vergiftungserscheinungen treten 30 Minuten bis vier Stunden nach der Aufnahme auf. Es kommt zu starken Beeinträchtigungen des Nervensystems (Somnolenz, Koma, Muskelzittern, Krämpfe, Ataxie), Untertemperatur und bereits bei minimalen Reizen zu stark gesteigerten Reflexen. Bei Hunden kommt es häufig zu starkem Speichelfluss. Durch Steigerung der Sekretbildung in den Bronchien kann es auch zu Atemstörungen kommen. Die Schleimhäute können dadurch blau anlaufen (Zyanose). Häufig wird auch eine verengte Pupille (Miosis), manchmal auch eine Pupillenerweiterung (Mydriasis) beobachtet.
Die Diagnose kann durch einen entsprechenden Vorbericht oder durch chemische Untersuchung des Harns, Blutserums oder Mageninhalts auf den Giftstoff gestellt werden. Differentialdiagnostisch sind andere Vergiftungen (Strychnin, Metaldehyd, Chlorkohlenwasserstoffe, Phosphorsäureester), Tetanus, aber auch eine Epilepsie und andere Hirnerkrankungen auszuschließen.

## Behandlung und Prognose
Es gibt kein Antidot, die Behandlung richtet sich also auf die Stabilisierung des Kreislaufs durch Infusionen. Bei einer Zyanose wird Sauerstoff verabreicht. Im Anfangsstadium kann bei wachen Patienten durch das Auslösen von Erbrechen mittels eines Emetikums oder die durch die Verabreichung von Aktivkohle die Wirkstoffaufnahme in das Blut vermindert werden. Die Gabe von Furosemid beschleunigt die Ausscheidung des Giftes mit dem Urin. Die Körpertemperatur wird durch äußere Erwärmung normalisiert. Bei ausgeprägter Verschleimung der Bronchien werden Sekretolytika wie Bromhexin verabreicht. Bei ausgeprägten Krämpfen kann Diazepam eingesetzt werden. In einigen Fällen kann es notwendig sein, die Krämpfe mit einem Inhalationsanästhetikum zu unterbrechen.
In einer größeren US-amerikanischen Studie betrug die Mortalität bei Hunden 3 %, bei Katzen 15 %. In einer niederländischen Untersuchung betrug die Mortalität bei Hunden 1 %, bei Katzen 18 %. In einer schwedischen Studie mit 25 gesicherten und 78 Verdachtsfällen bei Katzen gab es dagegen keine Todesfälle. Bei rechtzeitig eingeleiteter Behandlung ist die Prognose gut, mit Spätfolgen ist nicht zu rechnen.